# Дубровачки молитвеник
Дубровачки молитвеник или Дубровачки ћирилски молитвеник  је српски католички молитвеник „типа часослов”, штампан ћирилицом 1512. у Венецији.
Српски филолог Милан Решетар, који је поново издао књигу 1938. године, дефинише њен језик као српски, али напомиње да се употребљавана ћирилица разликује од језика ране православне штампане књиге (рашки jезик) и ближа је оном који користе католици и муслимани (српскословенски jезик).
Дубровачки ћирилски молитвеник је најјаснији доказ, пре католичке пропаганде у српским земљама, да је Далмација српска земља.